# Амедео Модільяні
Амеде́о Клеме́нте Моділья́ні (італ. Amedeo Clemente Modigliani; 12 липня 1884, Ліворно, Італія — 24 січня 1920, Париж, Франція) — видатний італійський художник і скульптор.

## Життєпис

### Дитинство
Народився у єврейській сім'ї у Ліворно, у родині його називали Дедо. З дитинства мав серйозні проблеми зі здоров'ям: перехворів запаленням плеври. Модільяні роками страждав від туберкульозу. У зв'язку з хворобами та потягом до малярства Амедео залишає школу. З метою лікування його мати Еудженія Гарсін забирає юного Моді на зимовий період до Флоренції, Риму, Неаполя i Венеції. Для Модільяні ці подорожі мали величезний вплив на прийняття рішення обрати шлях художника.

### Початок мистецької кар'єри
Дедо вмовив матір відвідувати уроки малюнка і живопису. У серпні 1898 році почав відвідувати лекції малюнка. У 1902 році став учнем Школи Ню (італ. Scuola libera di Nudo), яку очолював Джованні Фатторі. Молодий митець відчув розчарування від науки старого майстра та виїхав до Венеції, де також навчався в Школі Ню. Однак він незабаром перекинувся на вуличне малювання. Тут в Венеції Амедео почав вживати алкоголь та наркотики.

### Париж
До Парижа виїхав через намову художника Ортіза де Сарати (Ortiz de Zarate).
З 1907 мешкав у Парижі, де зустрічався з мистецькою богемою, зокрема з Пабло Пікассо, Хуаном Грісом, Морісом Утрілло, Дієго Ріверою, Хаймом Сутіном та письменниками Андре Салмоном (Andre Salmon), Ґійомом Аполлінером i Максом Жакобом.
Художник, незважаючи на численні дружні стосунки і знайомства, не приєднався до жодного мистецького гурту. Він бажав йти своєю дорогою та створити свій стиль, якого на початку кар'єри йому бракувало. Моді приєднався до кола єврейських художників. Дуже зблизився з Морісом Утрілло, у якому він віднайшов споріднену душу та компаньйона для пиятик. Модільяні виставив кілька своїх робіт у «Салоні Незалежних» і «Салоні Відхилених».
У 1906 переїжджає до Парижа, де вступає до Академії Колароссі. Перша персональна виставка — галерея Берти Вейль.
Амедео Модільяні — автор 16 портретів Анни Ахматової. Вони сиділи на дерев'яних лавках у Люксембурзькому саду, бо він був бідним, і не міг заплатити за окремі стільці.
Модільяні помер від туберкульозу чи туберкульозного менінгіту в Парижі в 1920 році.

## Після смерті
У 2004 режисером Міком Девісом знято фільм «Модільяні». Книга споминів Жака Ліпшиця в перекладі Артура Рудзицького надрукована в журналі «Всесвіт» у 1990 році. Картину «Оголена, що лежить» з серії із 30 портретів у стилі ню, яку замовив його покровитель — польський поет Леопольд Зборовський, була продана за 170,4 млн. $ 9 листопада 2015 на нью-йоркському аукціоні «Крітіс».

## Галерея

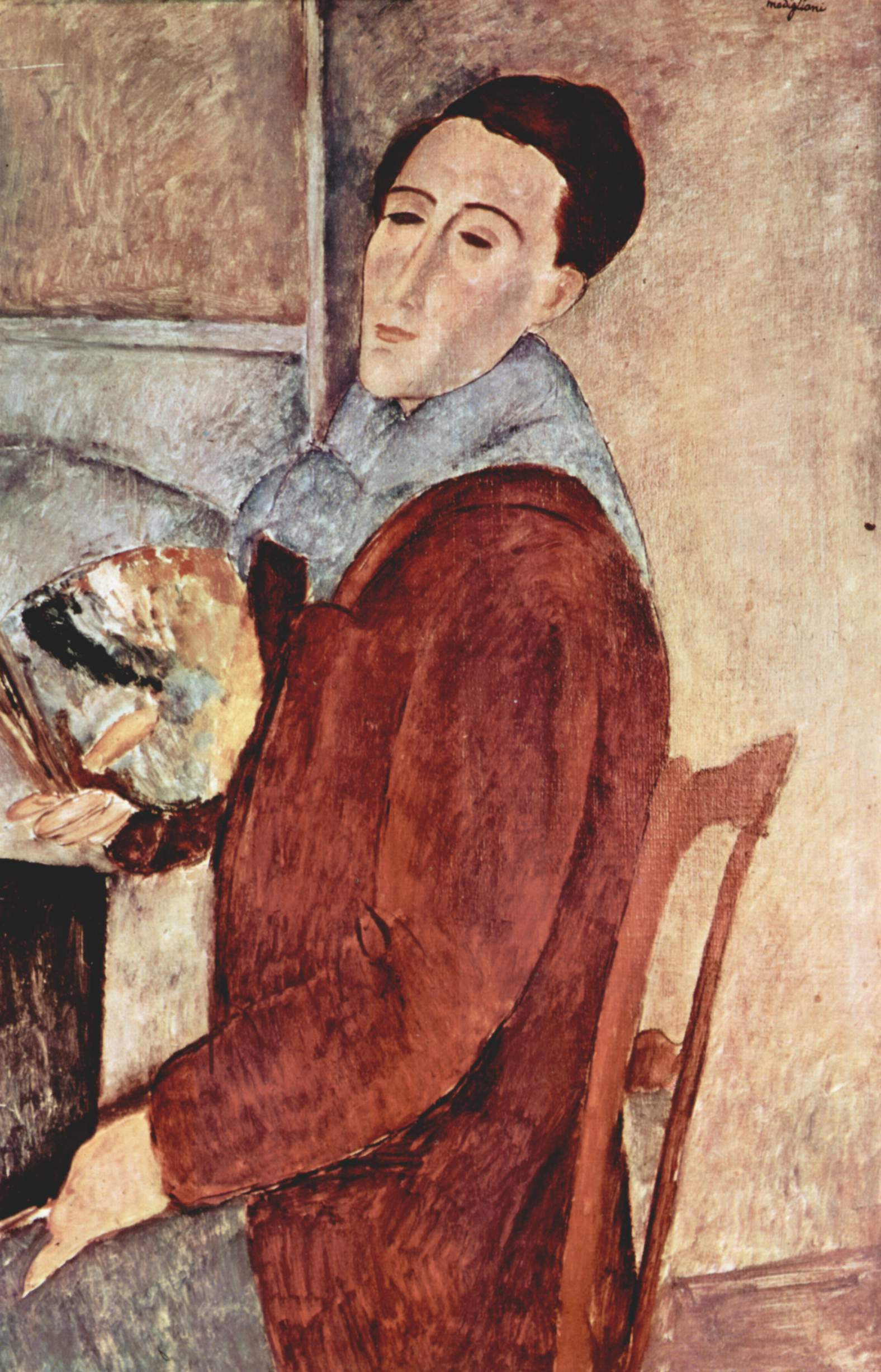
Автопортрет, 1919
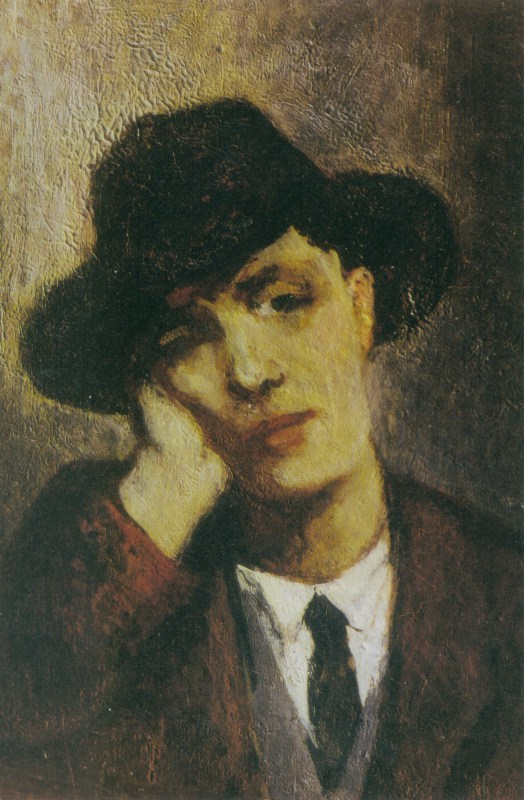
Автопортрет у капелюсі, 1907
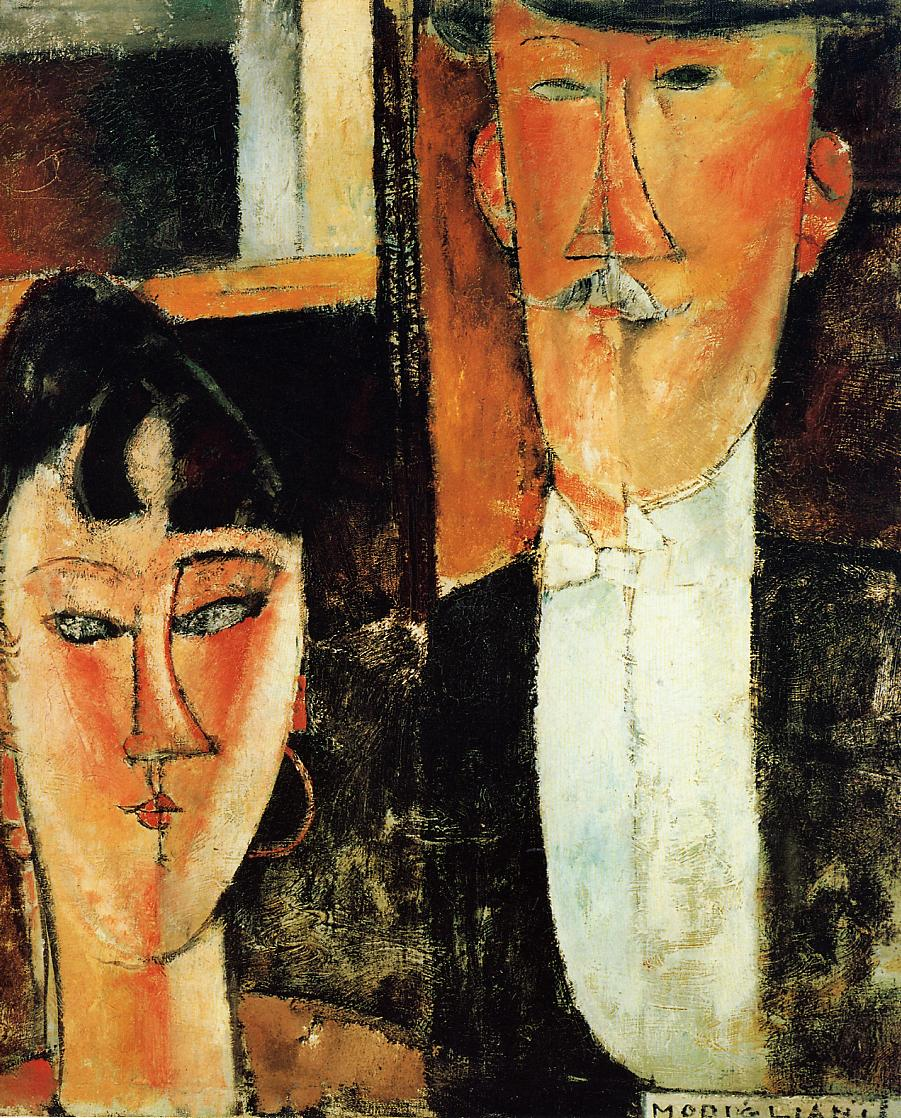
Наречені, 1915—1916
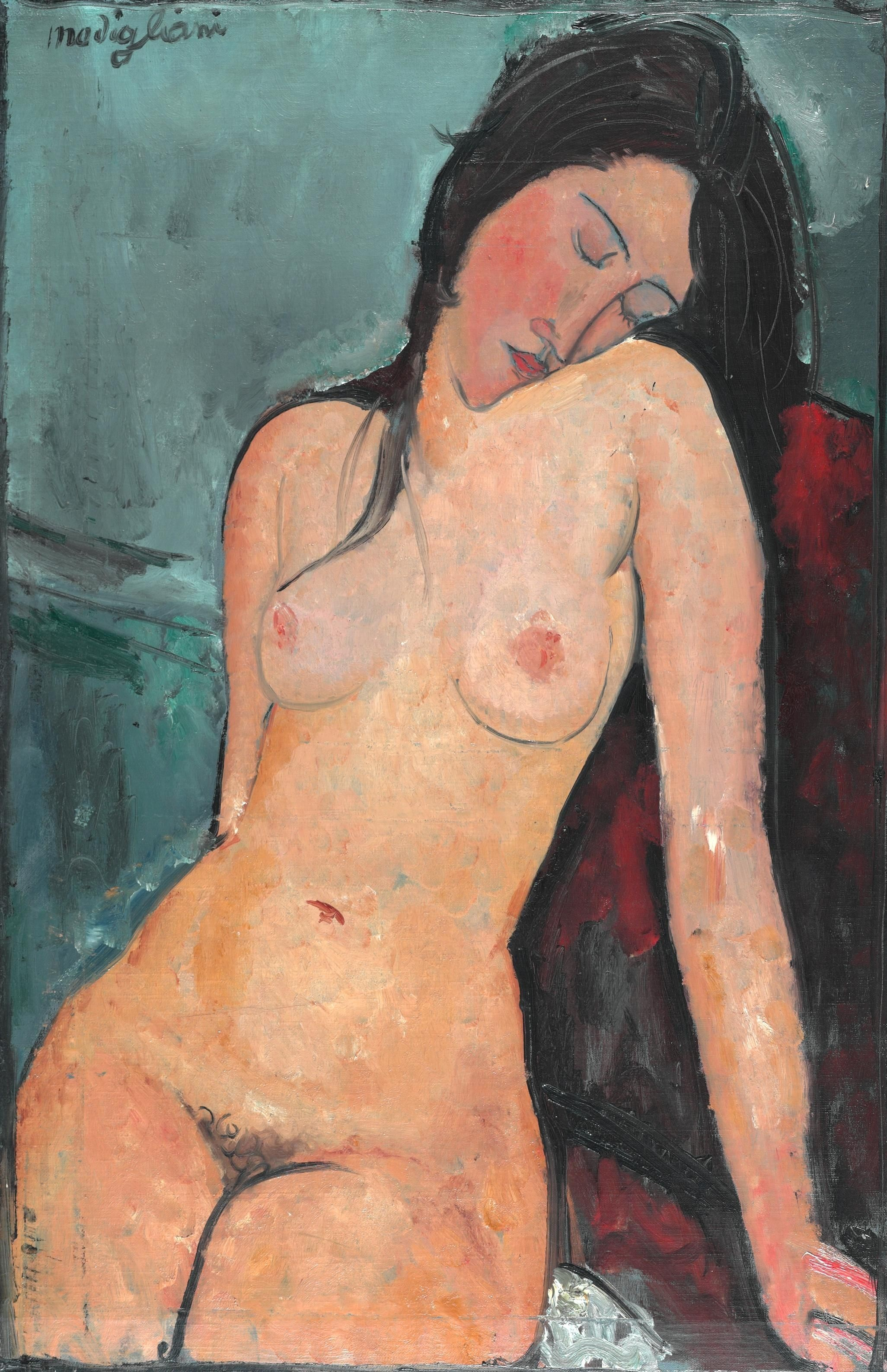
Оголена, що сидить, 1916
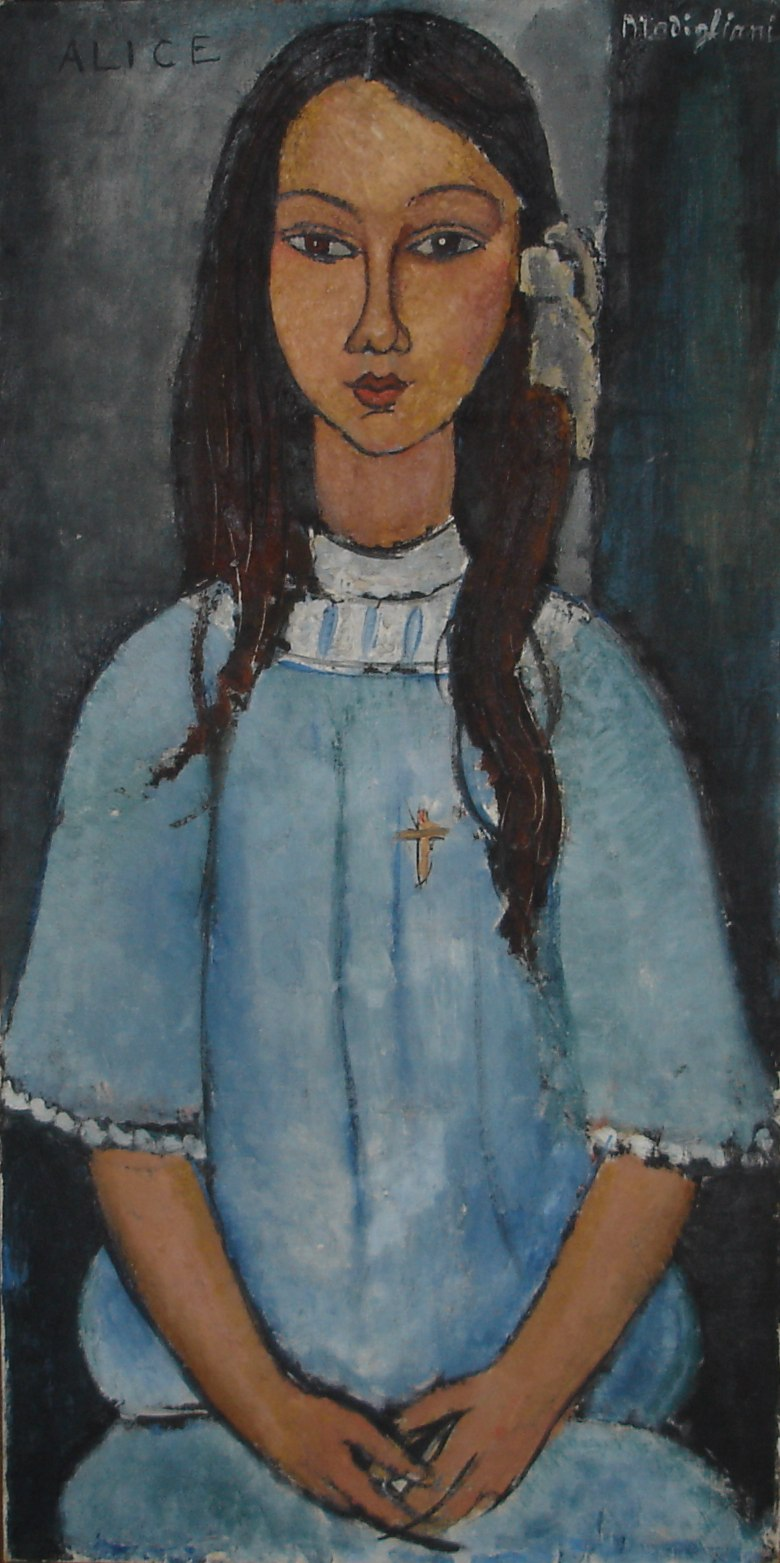
Аліса, 1918
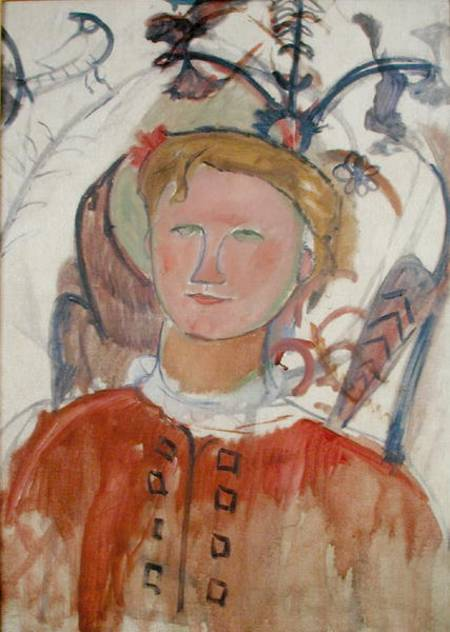
Портрет Марії Васильєвої, 1918
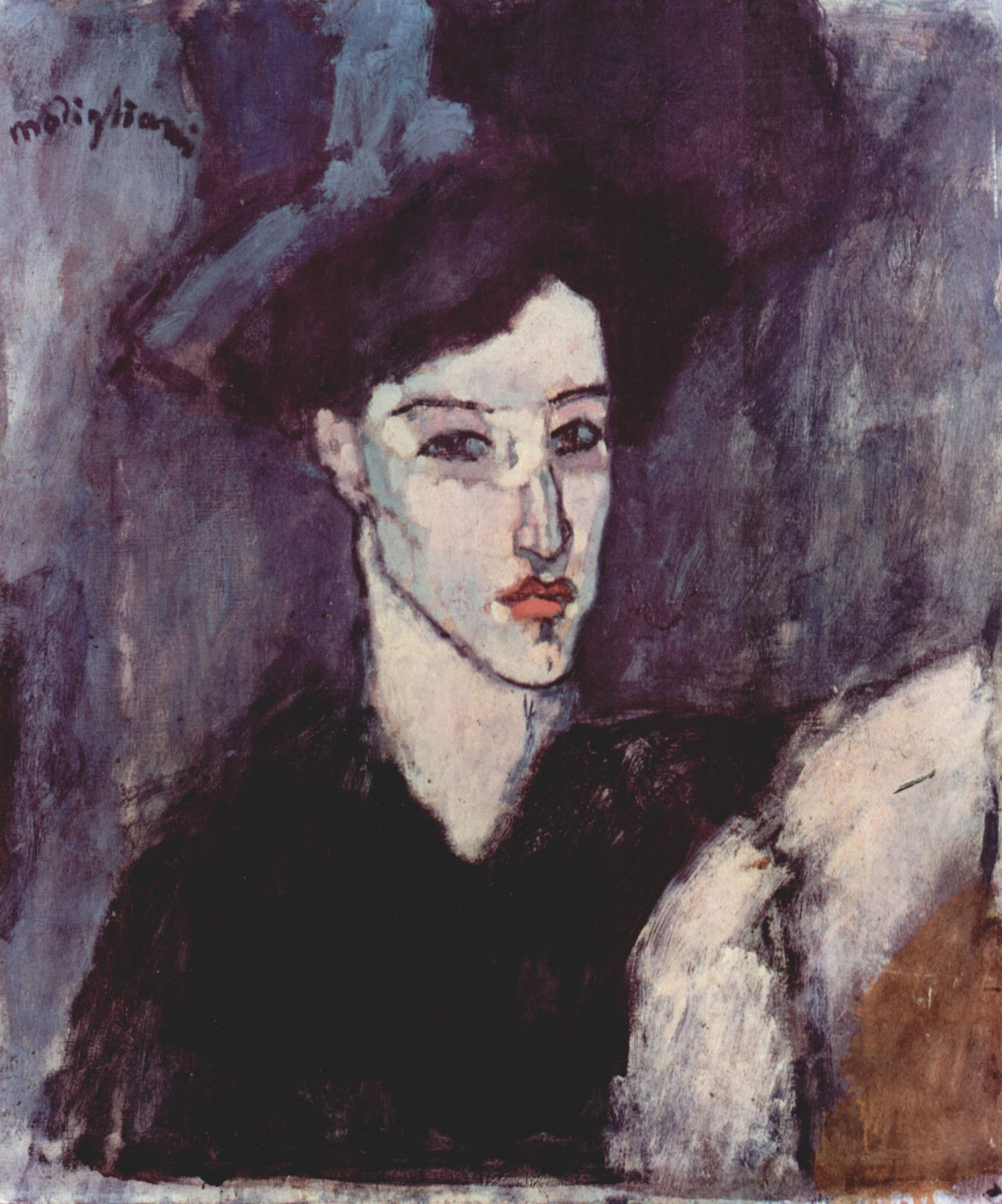
Die Jüdin, um 1908
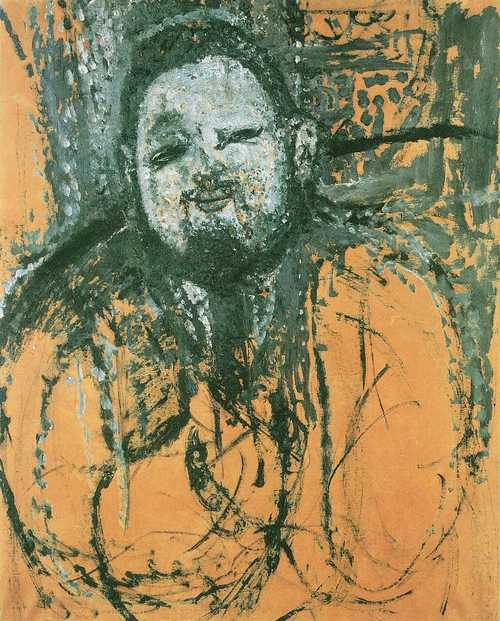
Bildnis Diego Rivera, 1914
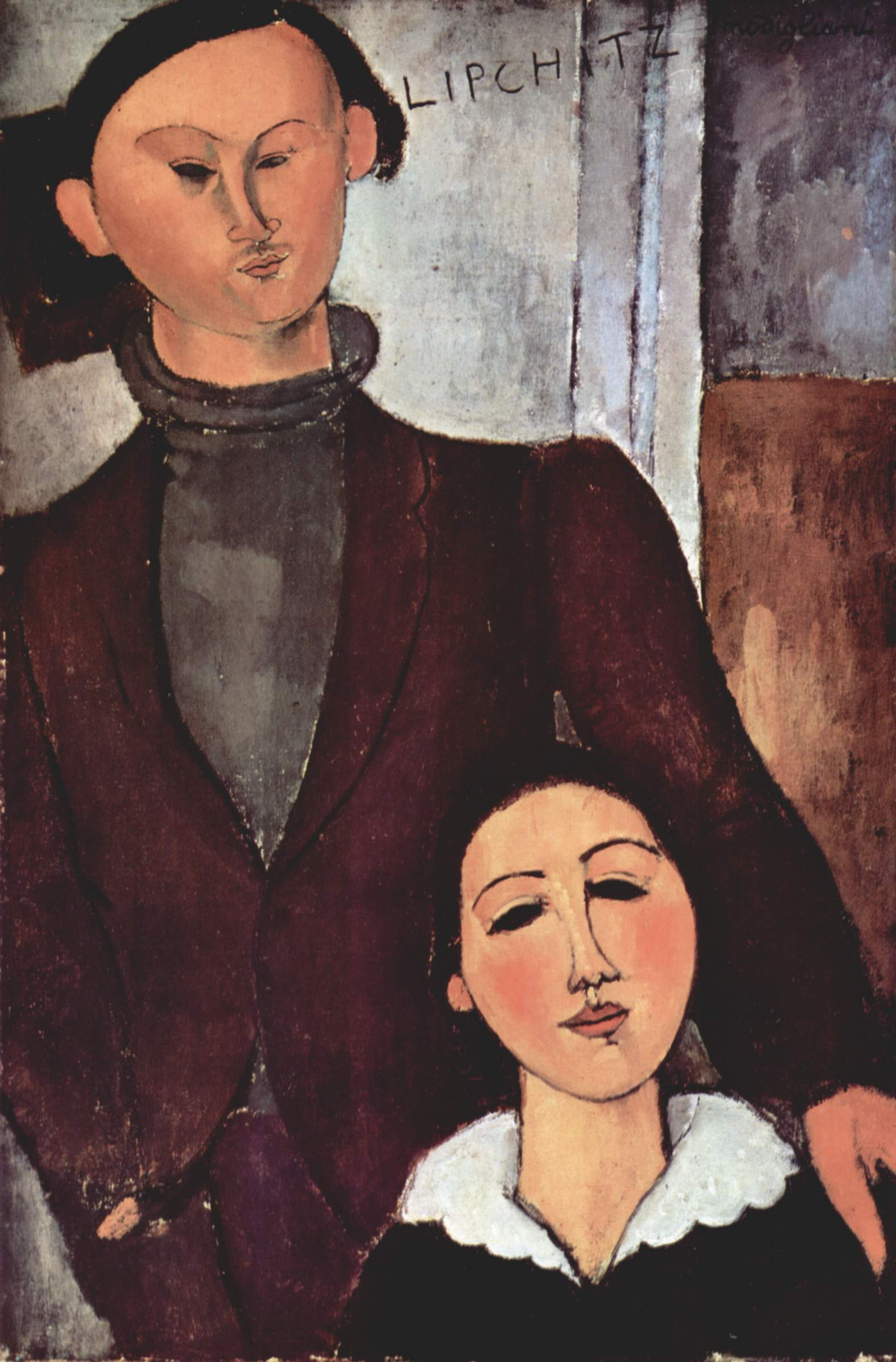
Bildnis Jacques Lipchitz und seine Frau Berthe Lipchitz, 1916
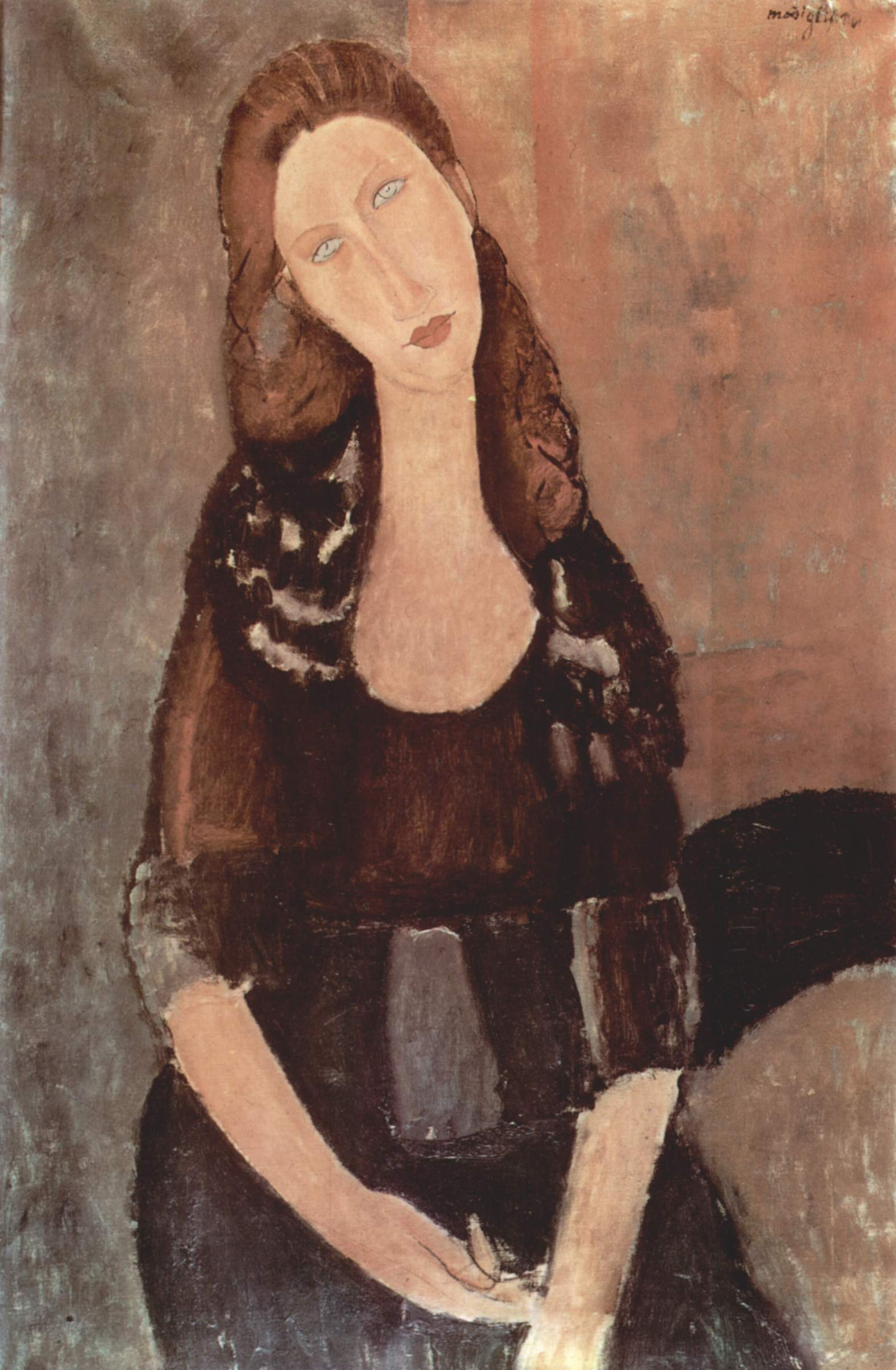
Porträt der Jeanne Hébuterne, 1918
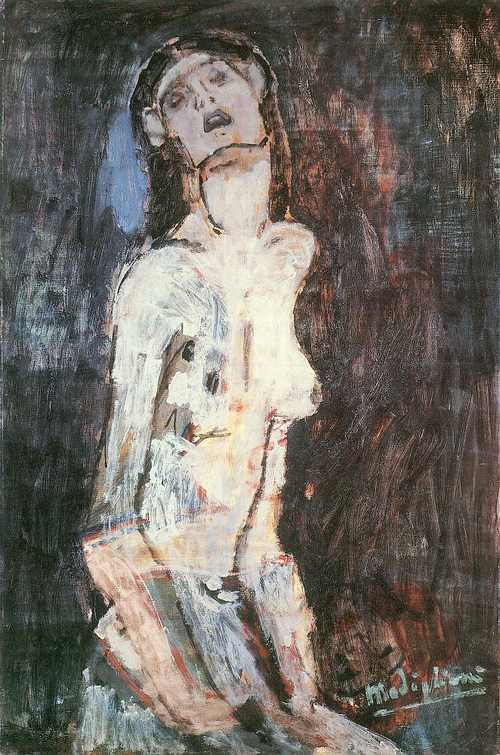
Leidender Akt – Nudo Dolente, 1908
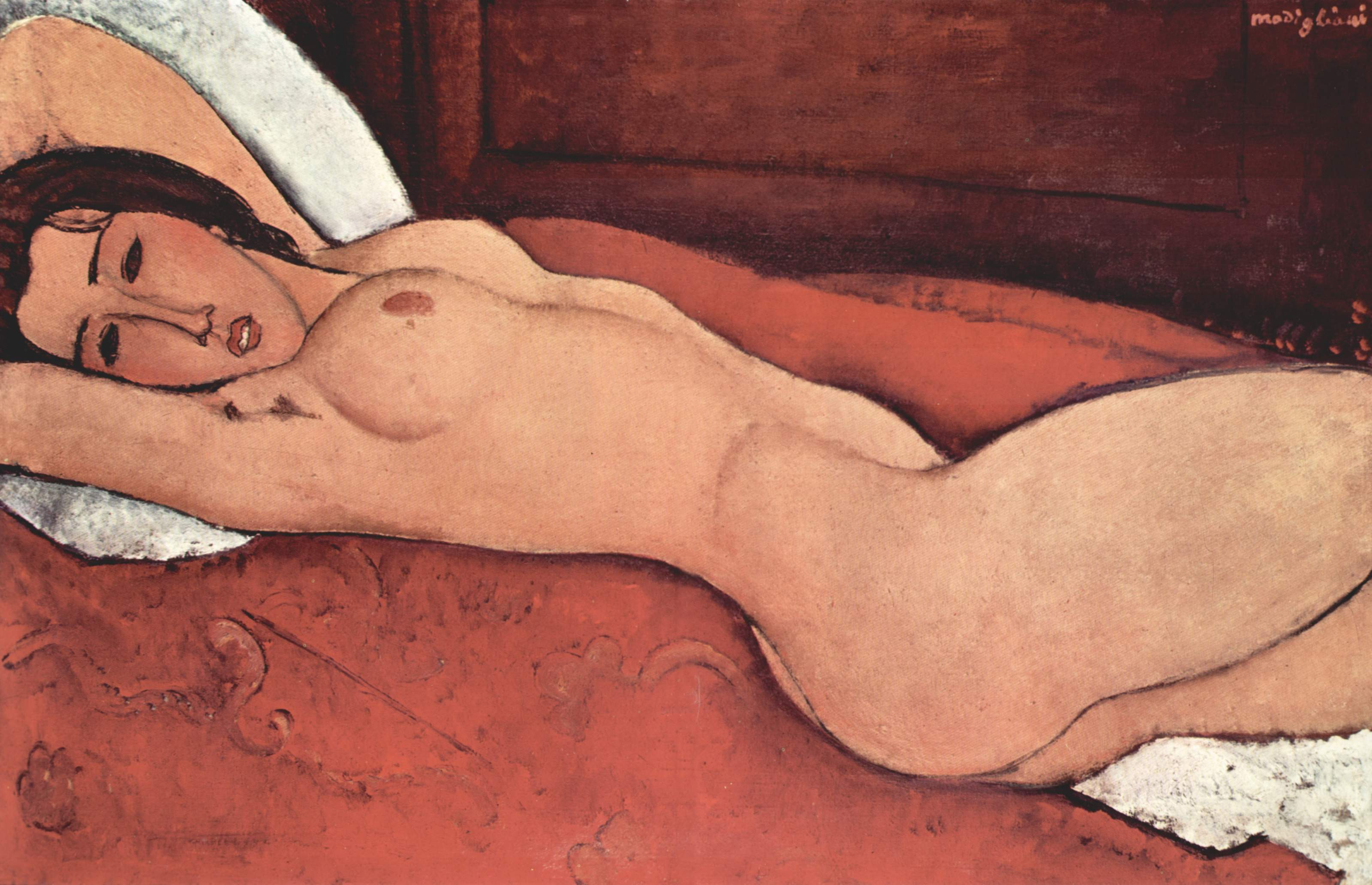
Liegender Akt, 1917
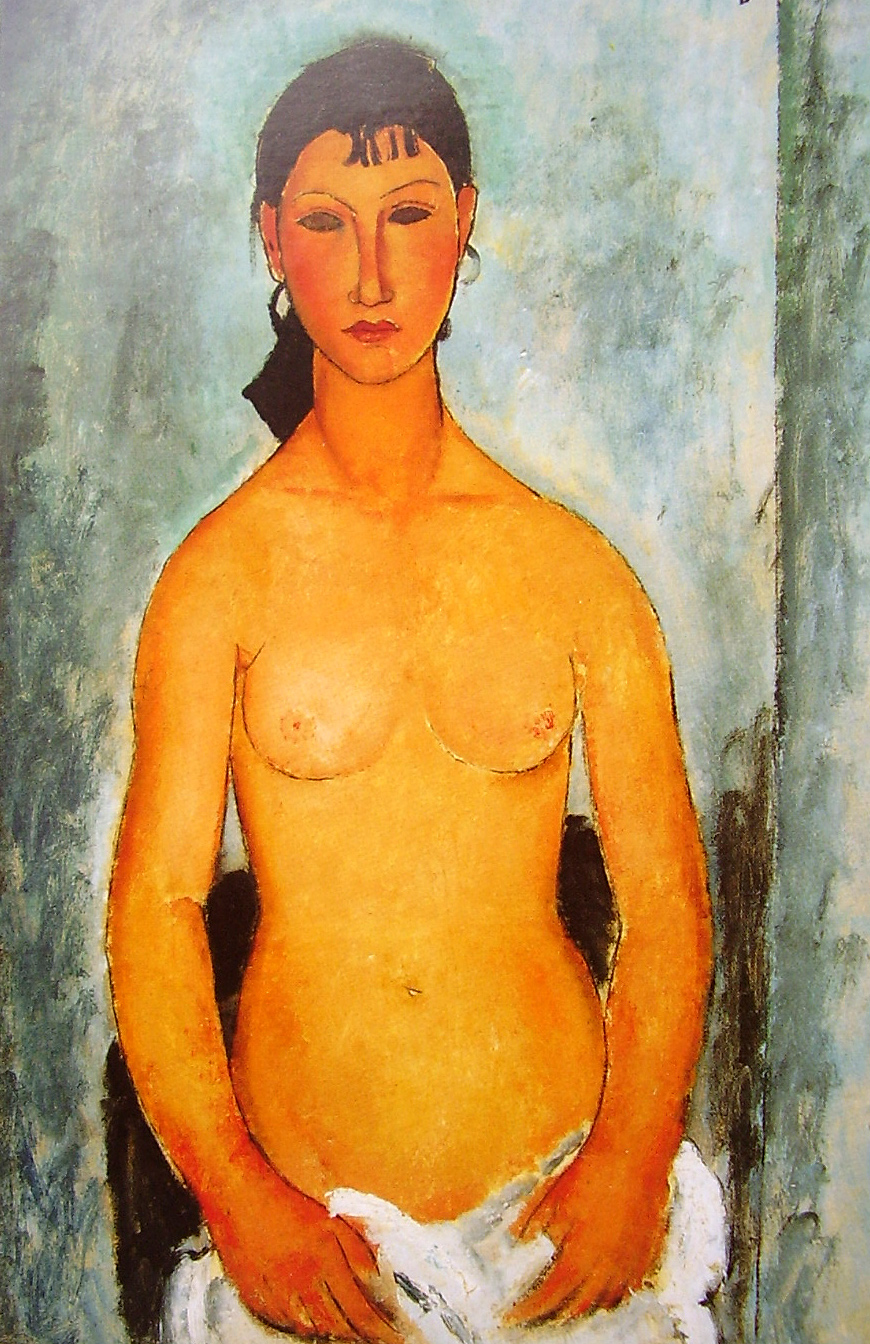
Stehender Akt – Elvira, 1918
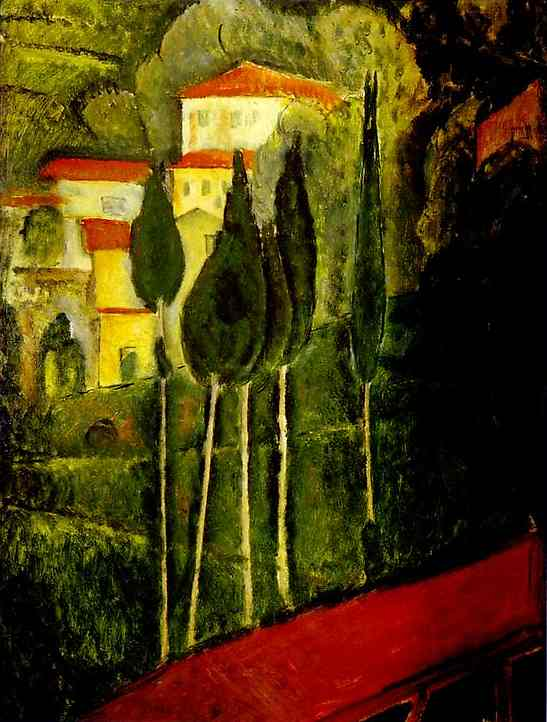
Landschaft, 1919
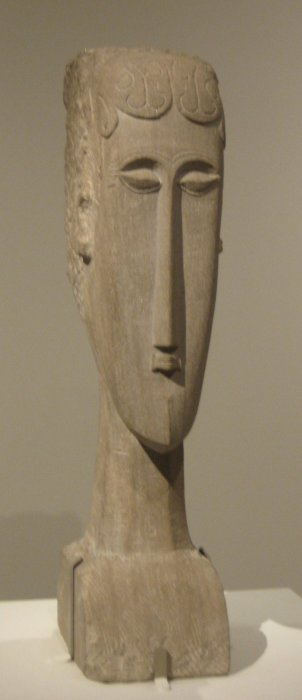
Kopf, 1912. Diese Skulptur wird im Metropolitan Museum of Art gezeigt
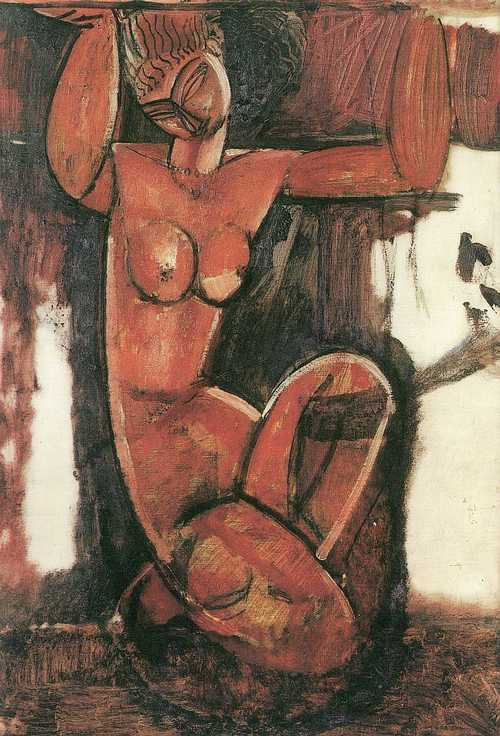
Karyatide, 1911-1912
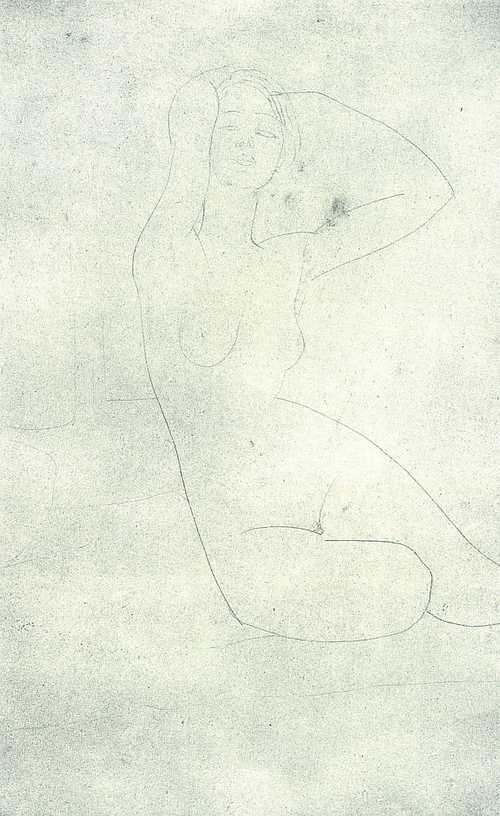
Bleistiftzeichnung eines Aktes, 1918. In dieser 44,1 × 27,9 Zentimeter großen Zeichnung studierte Modigliani eine Komposition, die er so ähnlich auch in einigen Gemälden anwandte
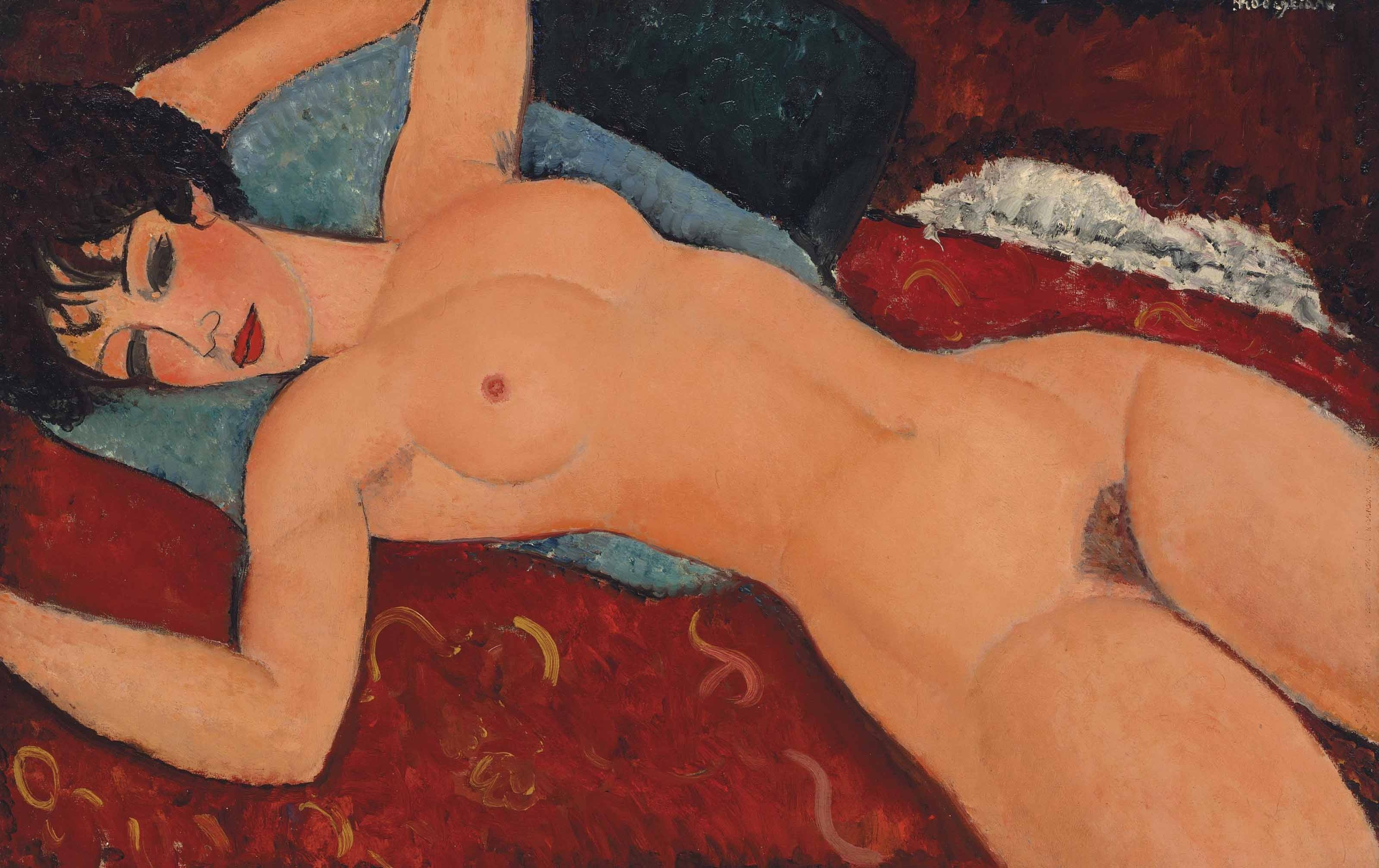
Nu couché (1917)

## Роботи
| Bild      | Titel                                                 | Entstanden | Größe, Material                 | Ausstellung/Sammlung/Besitzer                            |
| --------- | ----------------------------------------------------- | ---------- | ------------------------------- | -------------------------------------------------------- |
| zentriert | Akt (Die kleine Jeanne)                               | etwa 1908  | 61 × 38 cm, Öl auf Leinwand     | Perls Gallery in New York                                |
| zentriert | Die Jüdin                                             | 1908       | 55 × 46 cm, Öl auf Leinwand     | Privatsammlung                                           |
| zentriert | Leidender Akt — Nudo Dolente                          | 1908       | 81 × 54 cm, Öl auf Leinwand     | Richard Nathanson in London                              |
| zentriert | Der Cellist                                           | 1909       | 130 × 80 cm, Öl auf Leinwand    | Privatsammlung                                           |
| zentriert | Karyatide                                             | 1911/1912  | 72,5 × 50 cm, Öl auf Leinwand   | Kunstsammlung Nordrhein-Westfalen in Düsseldorf          |
| zentriert | Kopf                                                  | 1912       | –                               | Metropolitan Museum of Art                               |
| zentriert | Karyatide in Rosa                                     | 1913/1914  | 54,6 × 43 cm, Aquarell          | Sammlung Evelyn Sharp                                    |
| zentriert | Karyatide                                             | 1913       | 81 × 46 cm, Öl auf Leinwand     | Sammlung Samir Traboulsi                                 |
| zentriert | Bildnis Diego Rivera                                  | 1914       | 100 × 79 cm, Öl auf Karton      | Museu de Arte in São Paulo                               |
| zentriert | Porträt des Moise Kisling                             | 1915       | 37 × 29 cm, Öl auf Leinwand     | Pinacoteca di Brera in Mailand                           |
| zentriert | Braut und Bräutigam                                   | 1915       | 55,2 × 46,3 cm, Öl auf Leinwand | Museum of Modern Art in New York                         |
| zentriert | Porträt der Beatrice Hastings vor einer Tür           | 1915       | 81 × 54 cm, Öl auf Leinwand     | Sammlung Ritter in New York                              |
| zentriert | Sitzender Akt                                         | 1916       | 92 × 60 cm, Öl auf Leinwand     | Інститут Курто у Лондоні                                 |
| zentriert | Porträt des Jacques Lipchitz mit seiner Frau          | 1916       | 81 × 54 cm, Öl auf Leinwand     | Art Institute of Chicago in Chicago                      |
| zentriert | Portrait des Chaim Soutine                            | 1916       | 100 × 65 cm, Öl auf Leinwand    | Privatsammlung                                           |
| zentriert | Schlafender Akt mit geöffneten Armen (Akt in Rot)     | etwa 1917  | 60 × 92 cm, Öl auf Leinwand     | Sammlung Gianni Mattioli                                 |
| zentriert | Sitzender Akt                                         | 1917       | 73 × 116 cm, Öl auf Leinwand    | Königliches Museum der Schönen Künste in Antwerpen       |
| zentriert | Portrait der Jeanne Hébuterne mit großem Hut          | 1917       | 55 × 38 cm, Öl auf Leinwand     | Privatsammlung                                           |
| zentriert | Liegender Akt mit hinter dem Kopf verschränkten Armen | 1917       | 60 × 92 cm, Öl auf Leinwand     | Privatsammlung                                           |
| zentriert | Porträt der Jeanne Hébuterne                          | 1918       | 116 × 73 cm, Öl auf Leinwand    | Privatsammlung                                           |
| zentriert | Stehender Akt (Elvira)                                | 1918       | 100 × 65 cm, Öl auf Leinwand    | Sammlung Walter Hadorn in Bern                           |
| zentriert | Mädchen in Blau                                       | 1918       | 92 × 60 cm, Öl auf Leinwand     | Privatsammlung                                           |
| zentriert | Bildnis Jeanne Hébuterne                              | 1919       | 55 × 38 cm, Öl auf Leinwand     | Privatsammlung                                           |
| zentriert | Landschaft                                            | 1919       | 60 × 45 cm, Öl auf Leinwand     | Privatsammlung                                           |
| zentriert | Baum und Häuser                                       | 1919       | 57 × 45 cm, Öl auf Leinwand     | Privatsammlung                                           |
| zentriert | Selbstbildnis                                         | 1919       | 100 × 65 cm, Öl auf Leinwand    | Museu de Arte Contemporanea da Universidade de São Paulo |